# صوابي
صوابي (بالأردوية: صوابی)‏ هي مستوطنة، وتقسيم إداري، في باكستان، تقع في خيبر بختونخوا، هي عاصمة Swabi District ‏، بلغ عدد سكانها 115,018 نسمة وذلك حسب إحصائيات سنة 2017.

## المناخ
يظهر الجدول التالي التغييرات المناخية على مدار السنة لصوابي:
| البيانات المناخية لـصوابي         | البيانات المناخية لـصوابي | البيانات المناخية لـصوابي | البيانات المناخية لـصوابي | البيانات المناخية لـصوابي | البيانات المناخية لـصوابي | البيانات المناخية لـصوابي | البيانات المناخية لـصوابي | البيانات المناخية لـصوابي | البيانات المناخية لـصوابي | البيانات المناخية لـصوابي | البيانات المناخية لـصوابي | البيانات المناخية لـصوابي | البيانات المناخية لـصوابي |
| الشهر                             | يناير                     | فبراير                    | مارس                      | أبريل                     | مايو                      | يونيو                     | يوليو                     | أغسطس                     | سبتمبر                    | أكتوبر                    | نوفمبر                    | ديسمبر                    | المعدل السنوي             |
| --------------------------------- | ------------------------- | ------------------------- | ------------------------- | ------------------------- | ------------------------- | ------------------------- | ------------------------- | ------------------------- | ------------------------- | ------------------------- | ------------------------- | ------------------------- | ------------------------- |
| متوسط درجة الحرارة الكبرى °م (°ف) | 17.7 (63.9)               | 19.0 (66.2)               | 24.0 (75.2)               | 30.1 (86.2)               | 36.3 (97.3)               | 41.4 (106.5)              | 38.5 (101.3)              | 36.5 (97.7)               | 35.3 (95.5)               | 31.6 (88.9)               | 25.1 (77.2)               | 19.4 (66.9)               | 29.6 (85.2)               |
| المتوسط اليومي °م (°ف)            | 10.2 (50.4)               | 12.7 (54.9)               | 17.5 (63.5)               | 22.7 (72.9)               | 28.0 (82.4)               | 32.9 (91.2)               | 31.8 (89.2)               | 30.4 (86.7)               | 28.4 (83.1)               | 23.4 (74.1)               | 16.9 (62.4)               | 11.7 (53.1)               | 22.2 (72.0)               |
| متوسط درجة الحرارة الصغرى °م (°ف) | 2.3 (36.1)                | 5.5 (41.9)                | 10.4 (50.7)               | 15.3 (59.5)               | 20.2 (68.4)               | 25.1 (77.2)               | 26.2 (79.2)               | 25.5 (77.9)               | 22.3 (72.1)               | 14.9 (58.8)               | 7.4 (45.3)                | 2.7 (36.9)                | 14.8 (58.7)               |
| الهطول مم (إنش)                   | 55 (2.2)                  | 58 (2.3)                  | 69 (2.7)                  | 47 (1.9)                  | 23 (0.9)                  | 25 (1.0)                  | 110 (4.3)                 | 137 (5.4)                 | 58 (2.3)                  | 14 (0.6)                  | 12 (0.5)                  | 31 (1.2)                  | 639 (25.3)                |
| المصدر: Climate-Data.org          |                           |                           |                           |                           |                           |                           |                           |                           |                           |                           |                           |                           |                           |